# (367) Amicitia
(367) Amicitia – planetoida z pasa głównego asteroid okrążająca Słońce w ciągu 3 lat i 112 dni w średniej odległości 2,22 j.a. Została odkryta 19 maja 1893 roku w Observatoire de Nice w Nicei przez Auguste Charloisa. Nazwa planetoidy pochodzi od łacińskiego słowa amicitia oznaczającego przyjaźń. Przed jej nadaniem planetoida nosiła oznaczenie tymczasowe (367) 1893 AA.